# 1423
| 1423               |
| ------------------ |
| Dødsfald - Fødsler |
|                    |

| Gregoriansk kalender | 1423 MCDXXIII           |
| Ab urbe condita      | 2176                    |
| Armensk kalender     | 872 ԹՎ ՊՀԲ              |
| Kinesiske kalender   | 4119 – 4120 壬寅 – 癸卯 |
| Etiopisk kalender    | 1415 – 1416             |
| Jødisk kalender      | 5183 – 5184             |
| Hindukalendere       |                         |
| - Vikram Samvat      | 1478 – 1479             |
| - Shaka Samvat       | 1345 – 1346             |
| - Kali Yuga          | 4524 – 4525             |
| Iransk kalender      | 801 – 802               |
| Islamisk kalender    | 826 – 827               |

Konge i Danmark: Erik 7. 1396-1439
Se også 1423 (tal)